# Lac de Terlago
Le lac de Terlago est situé près de la ville de Terlago, à environ 7 km de Trente, dans le Trentin-Haut-Adige, en Italie. 

## Origine
Il y a beaucoup d'incertitude quant à son origine, bien que la plupart des érudits s'accordent pour dire qu'il s'agit d'une vallée issue de l'action érosive des anciens glaciers. Cependant, les origines karstiques autour desquelles il a longtemps été débattu se justifiaient à la fois par la conformation de la vallée et par la présence d'un émissaire souterrain. 

## Caractéristiques
Le lac de Terlago a une superficie de 118 530 m2 et un volume de 445 000 m3. La profondeur maximale est de 10 m et la profondeur moyenne de 3,8 m. Le temps de changement d'eau est inférieur à un an. 
En outre, les eaux du lac Terlago ont une couleur brun-olive unique en raison de la flore aquatique bigarrée, qui ne trouve pas d’autres découvertes similaires dans le Trentin. Le lac considéré comme un véritable paradis par les pêcheurs en raison de la présence de nombreuses et précieuses espèces de poissons : le brochet, la perche, la carpe, la tanche ou encore le chevesne. Les plus anciens témoignages archéologiques liés à un lac, dans la province de Trente, remontent au Paléolithique supérieur. En effet, autour du lac de Terlago, des artefacts ont été découverts, les premiers d’une certaine valeur artistique.

## Activités
Sur les rives du lac, diverses activités sont proposées : le Lido Bar de Terlago sur la rive est du lac, le Bar Lillà sur la rive ouest, un camping, un hôtel-Garnì et un restaurant-pizzeria. 

### Baignade
Le lac est propice à la baignade. En été, le service Safe Beach est actif, avec la présence quotidienne d'un sauveteur à heures fixes. 
Le lac est utilisé pour la pêche car il s'agit de l'écosystème lacustre le plus productif du Trentin. 
À partir de 2015, une activité sportive a été ouverte d'avril à octobre, avec le jeu aquatique « LakeLine », pour la simulation de kitesurf.